# Paranius
Paranius is een geslacht van kevers uit de familie  
kniptorren (Elateridae).
Het geslacht is voor het eerst wetenschappelijk beschreven in 1895 door Champion.

## Soorten
Het geslacht omvat de volgende soort:
- Paranius mexicanus Champion, 1895